# 芦北町立湯浦中学校
芦北町立湯浦中学校（あしきたちょうりつゆのうらちゅうがっこう）は、熊本県葦北郡芦北町大字湯浦にある公立中学校。

## 沿革
- 1947年 - 湯浦村立湯浦中学校創立。
- 1948年 - 現在地に移転。
- 1951年 - 湯浦町立湯浦中学校と改称。
- 1970年 - 芦北町立湯浦中学校と改称。